# Wilson Chandler
Wilson Jamall Chandler (* 10. Mai 1987 in Benton Harbor, Michigan) ist ein US-amerikanischer Basketballspieler. Der 2,03 Meter große Forward wurde beim NBA-Draft 2007 an 23. Stelle von den New York Knicks ausgewählt, wo er bis 2011 spielte. Derzeit steht er bei den Brooklyn Nets unter Vertrag.

## Karriere

### High School
Wilson Chandler spielte an der Benton Harbor High School in Michigan und sammelte dort seine ersten Erfahrungen als Basketballer. In seiner dritten Spielzeit als Junior kam Chandler bereits auf beachtliche 22,4 Punkte pro Spiel und 12,0 Rebounds je Begegnung. In seinem Senior-Jahr an der Benton Harbor High schraubte er seine Statistiken auf 24 PpS, 12,0 RpS und 5,0 ApS hoch. Seine Mannschaft blieb dabei in allen Spielen ungeschlagen und verlor lediglich im Finale um die Staatsmeisterschaft von Michigan. Im Jahr 2005 wurde er zum „Mr.Basketball of Michigan“ ausgezeichnet.

### College
Chandler wechselte daraufhin an die DePaul University und spielte dort mit seiner Mannschaft in der Big East Conference der NCAA. In seinem ersten Jahr als sogenannter Freshman erzielte Wilson Chandler 10,6 Zähler je Spielrunde und kam auf starke 7,2 Abpraller pro Partie. Er wurde mehrere Male als Rookie der Woche der Big East Conference ausgezeichnet. Die Sophomore-Saison war für Chandler eine sehr erfolgreiche und so gelang es ihm, seine Statistiken in fast allen Kategorien zu steigern. Mit 14,7 PpS, 6,9 RpS und 1,4 Blocks pro Begegnung gehörte er zu den Leistungsträgern seiner Mannschaft. Er verließ jedoch DePaul und meldete sich anschließend zum NBA-Draft 2007 an.

### NBA
Am Abend des Draftverfahrens wurde Chandler an 23. Stelle von den New York Knicks, die zu diesem Zeitpunkt von Isiah Thomas trainiert wurden, gezogen.
In der Saison 2007/08, seiner ersten in der NBA, schaffte es der 2,03 Meter große Forward nicht, sich bei den „Knickerbokers“ durchzusetzen und bestritt nur 35 von möglichen 82 Einsätzen. Allerdings überraschte er in diesen Spielen und lieferte starke 7,3 Punkte pro Spiel ab.
Unter dem neuen Headcoach der Knicks, Mike D’Antoni, schaffte Chandler dann endgültig den Durchbruch in der NBA und wurde sogar Startspieler auf der Position des Small Forward. In 70 von 82 Spielen stand er in der Anfangsaufstellung und bedankte sich mit 14,4 PpS und 5,4 RpS bei den Verantwortlichen für das Vertrauen. Die Playoffs erreichten die Knicks aber trotz Chandlers starker Leistung nicht.
2009/10 hatte Chandler mit leichten Verletzungssorgen zu kämpfen und verpasste 17 Partien, was ihn jedoch nicht davon abhielt, seine Punkteausbeute auf 15,3 PpS anwachsen zu lassen. Ein weiterer Meilenstein gelang ihm im Spiel gegen die Sacramento Kings, in dem der Forward 35 Punkte erzielte: seine persönlich beste Punktausbeute in einer Begegnung.
2010/11 brachte einen Mannschaftswechsel für Chandler mit sich. In einem Mehrspielertausch wurde der 1987 geborene Amerikaner im Tausch (u. a. mit seinen Mannschaftsmitgliedern Raymond Felton, Danilo Gallinari und anderen) für den Superstar Carmelo Anthony an die Denver Nuggets abgegeben. An seinem Höhenflug änderte sich in der Saisonhauptrunde trotz des Wechsels allerdings nichts: Chandler punktete weiter zweistellig und war in der Offensive eine unverzichtbare Größe für Denver. Mit den Nuggets erreichte er erstmals die NBA-Playoffs, jedoch schied die Mannschaft aus Colorado gegen die Oklahoma City Thunder mit 1:4-Siegen klar aus.

### China
Aufgrund des Lockouts in der NBA wechselte der vertragslose Chandler 2011 nach China zu den Zhejiang Guangsha. Er unterschrieb einen Ein-Jahres-Vertrag. Nachdem Guangsha aus den Playoffs ausgeschieden war, kehrte er zu den Denver Nuggets zurück.

### Rückkehr in die NBA
Chandler spielte über sechs Jahre für die Nuggets, wo er ein wichtiger Bestandteil der Rotation war und über 13 Punkte und 5 Rebounds im Schnitt erzielte. Im Sommer 2018 wurde Chandler zu den Philadelphia 76ers, wenige Monate später wurde er im Rahmen eines Transfers der Tobias Harris zu den Sixers brachte, an die Los Angeles Clippers abgegeben.
Im Juli 2019 wechselte er zu den Brooklyn Nets. Ende August 2019 wurde von der NBA gegen Chandler eine Sperre von 25 Spielen ausgesprochen, da er gegen die Dopingbestimmungen der Liga verstoßen hatte. In einer von ihm abgegebenen Dopingprobe waren Spuren des verbotenen Wachstumshormons Ipamorelin gefunden worden.